# Куди ти вирушаєш у відпустку?
«Куди ти вирушаєш у відпустку?» — італійська кінокомедія 1978 року у трьох новелах, знята режисерами Мауро Болоньїні, Лучано Сальче і Альберто Сорді.

## Сюжет
Три комедійні новели, об'єднані однією темою: людина і її вільний час.
«Я буду вся твоя». Нагулявшись, Енріко вирішив, нарешті, пожити на віллі з дружиною. Але Джуліана влаштовує йому справжнє випробування стриманістю та фліртом із молодими красенями.
«Так, добре». Невдалий мандрівник прибув до Африки полювати на звірів, але змушений був перекваліфіковуватися на провідника для туристів сафарі.
«Культурний відпочинок». Дорослі діти переконали батьків уперше в житті культурно відпочити і вирушити в подорож Італією. Це призвело до безлічі курйозних пригод.

## У ролях
- Уго Тоньяцці: Енріко
- Стефанія Сандреллі: Джуліана
- П'єтро Брамбілла: Томмазо
- Рікі Тоньяцці: друг Джуліани
- Еміліо Локурсіо: хлопець у ресторані
- Клара Колосімо: Вірджинія
- Адріано Амідеї Мільяно: Армандо
- Лотарингія Де Селле: дівчина по телефону
- Паола Орефіче: гість
- Розанна Руффіні: гість
- Родольфо Біготті: Фульвіо
- Елізабетта Поцці: подруга Джуліани
- Бріжит Петроніо: гість
- Марільда Дона: Антонієтта
- Роберта Спаньолі: гість
- Лорі Дель Санто: Луїза
- Паоло Вілладжо: Артуро
- Анна Марія Ріццолі: Маргаріта
- Гігі Редер: доктор Панунті
- Даніель Варгас: сер Чіччо Коломбі
- Паоло Паолоні: агент Ллойд
- Пітер Адабір: Каньйоні
- Ріта Сільва: епізод
- Кларіта Гатто: мандрівниця
- Паола Ардуїні: мандрівниця
- Альберто Сорді: Ремо Пройетті
- Анна Лонгі: Августа, дружина Ремо
- Евеліна Наццарі: Пасквіна
- Стефанія Спуньїні: Ромоліна
- Філіппо Чіро: Чезаре
- Алессандро Партексано: мандрівник
- Альфредо Квадреллі: Тодарелло, постачальник Ремо
- Джованелла Гріфео: подруга Пасквіни, Ромоліни та Чезаре
- Шерін Сабет: Кло Бокчетта

## Знімальна група
- Режисери: Мауро Болоньїні, Лучано Сальче, Альберто Сорді
- Сценарій: Руджеро Маккарі, Іая Фіастрі, Фуріо Скарпеллі, Сандро Контіненца, Родольфо Сонего, Альберто Сорді
- Продюсер: Джанні Хехт Лукарі
- Оператори: Серджо Д'Оффіці, Данило Дезідері, Лучано Товолі
- Композитори: Енніо Морріконе, П'єро Піччоні, Франко Біксіо, Фабіо Фріцці, Вінс Темпера
- Художники: Лоренцо Баральді, Франческо К'янезе
- Монтаж: Антоніо Січільяно, Ніно Баральї, Татьяна Казіні Моріджі
- Костюми: П'єро Тосі, Бона Насаллі Рокка, Бруна Пармезан